# Ctenophryne geayi
Ctenophryne geayi es una especie de anfibio anuro de la familia Microhylidae. Se encuentra en Bolivia, Colombia, Ecuador, Guayana Francesa, Guayana, Perú, Surinam y Venezuela.